# アルブレヒト・フォン・シュトッシュ
アルブレヒト・フォン・シュトッシュ(独:Albrecht von Stosch、1818年4月20日 - 1896年2月29日)は、ドイツの海軍軍人。当初歩兵大将を務め、後に新設されたドイツ帝国海軍で1872年から1883年までの間海軍本部長官を務めた。
彼は、ドイツで有名なサーカスであるザラザーニの創設者ハンス・シュトッシュ＝ザラザーニの従兄弟としてコブレンツに生まれ、ラインガウで死去した。
チリに彼の名前をとったシュトッシュ島がある。